# Eugeniusz Czuliński
Eugeniusz Czuliński, ps. „Strzała” (ur. 23 stycznia 1923 w Zakroczymiu, zm. 23 stycznia 2000) – polski rzemieślnik, działacz polityczny, poseł na Sejm PRL VIII kadencji z ramienia Stronnictwa Demokratycznego.

## Życiorys
Pochodził z rodziny rzemieślniczej. Posiadał wykształcenie zasadnicze zawodowe. Był żołnierzem Armii Krajowej (kompania „K-3" batalionu „Karpaty” pułku „Baszta”), walczył w powstaniu warszawskim. Wojnę zakończył w stopniu starszego strzelca. Krótko po wojnie znalazł się w Sopocie. Otworzył tamże zakład cholewkarsko-kaletniczy i rychło zaangażował się w trójmiejski ruch rzemieślniczy, wchodząc w skład jednej z pierwszych komisji egzaminacyjnych przy gdańskiej Izbie Rzemieślniczej. W latach 1968–1972 był radcą tej izby, potem zasiadał w jej zarządzie. Pracował w komisjach Spółdzielni Rzemieślniczej „Aldona” w Gdańsku. 
Należał do czołowych rzeczników utworzenia cechu w Sopocie; po osiągnięciu celu był członkiem zarządu cechu, m.in. sekretarzem. Przyczynił się do powstania w Sopocie Domu Rzemiosł. Od 1961 przez osiem lat (dwie kadencje) zasiadał w Miejskiej Radzie Narodowej w Sopocie, a w 1980 wybrany został na posła na Sejm PRL VIII kadencji. Reprezentował w parlamencie Stronnictwo Demokratyczne, którego był wieloletnim członkiem, m.in. zasiadając w latach 1984–1987 w plenum Miejskiego Komitetu. W Sejmie brał udział w pracach czterech komisji: Gospodarki Morskiej i Żeglugi, Handlu Wewnętrznego, Drobnej Wytwórczości i Usług, Współpracy Gospodarczej z Zagranicą i Gospodarki Morskiej oraz Rynku Wewnętrznego, Drobnej Wytwórczości i Usług.
Zmarł 23 stycznia 2000, pochowany został na cmentarzu katolickim w Sopocie (kwatera B6-13-15).

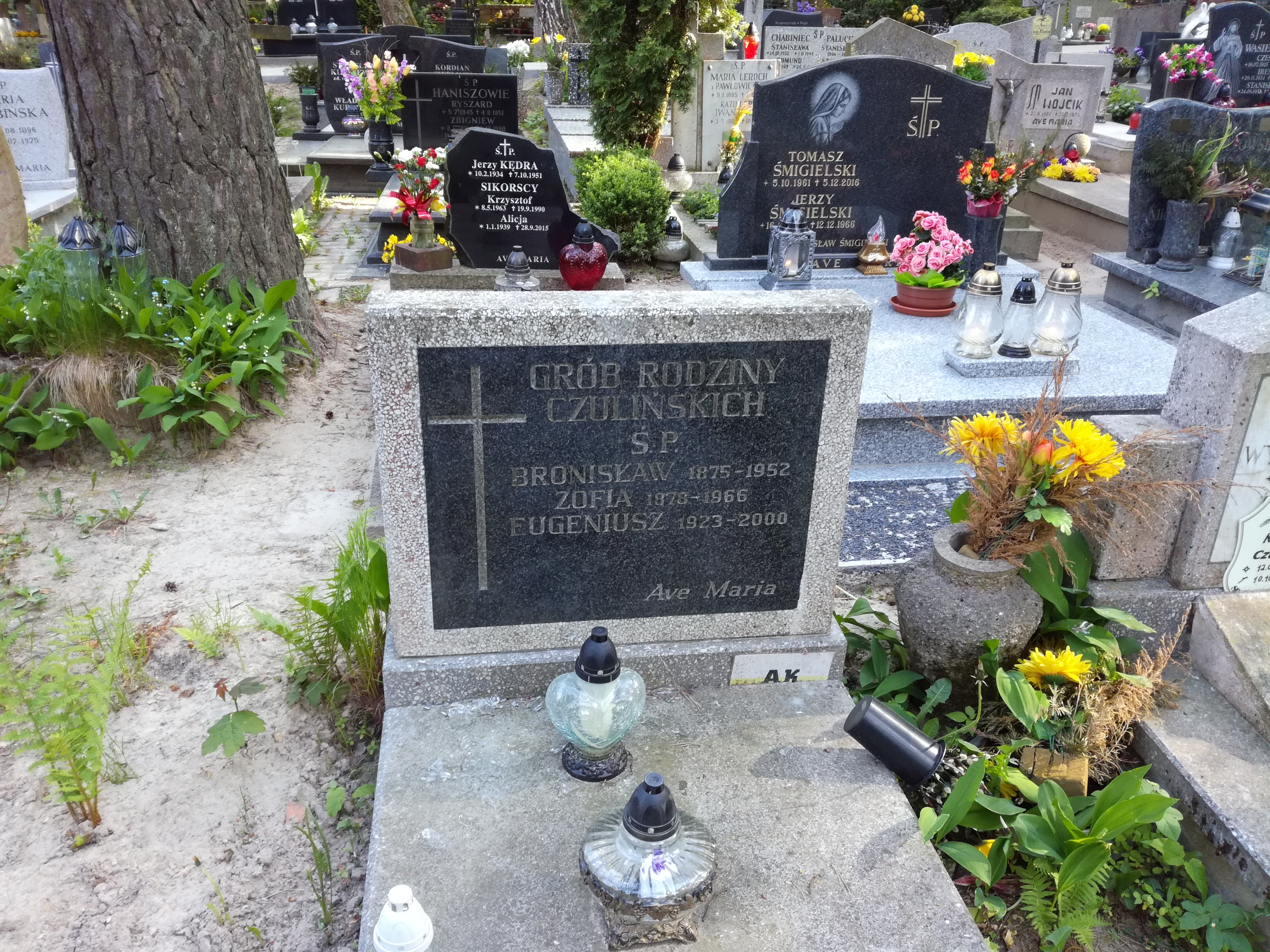
Grób Eugeniusza Czulińskiego na cmentarzu katolickim w Sopocie

## Odznaczenia
- Srebrny Krzyż Zasługi
- Brązowy Krzyż Zasługi z Mieczami
- Medal Zwycięstwa i Wolności 1945
- Krzyż Walecznych[3]